# Lei Hepburn
A Lei Hepburn (em inglês: Hepburn Act) é uma lei federal dos Estados Unidos da América de 1906, que deu à Interstate Commerce Commission (ICC) o poder de definir as taxas máximas de ferrovias. Isto levou à interrupção do passe livre para os carregadores leais. Além disso, a ICC poderia ver os registos financeiros das companhias ferroviárias, uma tarefa simplificada pela padronização dos sistemas de  contabilidade. Para qualquer ferrovia que resistisses, as condições da ICC permaneceriam em vigor até que o resultado da legislação ditasse o contrário. Pela Lei Hepburn, a autoridade do TPI foi alargada para abranger pontes, terminais, ferrovias e oleodutos. 